# Stanisław Lipiński (operator filmowy)
Stanisław Lipiński (ur. 7 sierpnia 1909 we Lwowie, zm. 7 maja 1974 w Brockport) − polski operator filmowy.

## Życiorys
Po zdaniu matury przez dwa lata studiował na Wydziale Chemii Uniwersytetu Jana Kazimierza we Lwowie, po czym wyjechał do Paryża, gdzie studiował w Instytucie Filmu. Gdy ukończył studia wrócił do Polski. Pracował w zespołach tworzących filmy dokumentalne, a w 1936 został operatorem w swoim pierwszym filmie fabularnym. Następnie pracował przy kilku filmach, był uważany za dobrej klasy fachowca.
W 1938 poślubił aktorkę Inę Benitę, ale rozstał się z nią jeszcze przed wojną.
W czasie kampanii wrześniowej przebywał w Warszawie, gdzie filmował działania wojenne. Następnie dostał się do rodzinnego Lwowa, gdzie brał udział w obronie miasta. W pierwszych miesiącach 1940 został aresztowany przez NKWD i zesłany na Syberię. Zwolniony z łagru na mocy układu Sikorski-Majski, wstąpił do Armii Andersa, z którą przebył cały szlak bojowy. Często pełnił funkcję operatora filmów dokumentalnych, kręconych przez polskie wojsko. Po II wojnie światowej został w Wielkiej Brytanii i pracował przy filmach brytyjskich. W 1956 wyjechał do Kanady, gdzie założył własne laboratorium filmowe. Pod koniec życia był wykładowcą na uniwersytecie w Nowym Jorku.

## Filmografia
- 1935 − Mir kumen on
- 1936 − Za grzechy
- 1936 − Mały Marynarz
- 1937 − Trójka hultajska
- 1937 − Nad Świtezią
- 1937 − Ślubowanie
- 1937 − Parada Warszawy
- 1937 − Niedorajda
- 1937 − Dziewczęta z Nowolipek
- 1938 − Sygnały
- 1938 − Robert i Bertrand
- 1938 − Paweł i Gaweł
- 1938 − Ludzie Wisły
- 1938 − Florian
- 1939 − Czarne diamenty
- 1942 − Polacy na nowym froncie
- 1942 − Kronika wojenna nr 1
- 1942 − Marsz do wolności
- 1943 − Dzieci
- 1943 − Kronika filmowa 2 Korpusu A.P.W.
- 1944 − Mp. Adama i Ewy
- 1946 − Wielka droga